# 中山信安
中山 信安（なかやま のぶやす、1832年8月22日（天保3年7月27日） - 1900年（明治33年）6月19日）は、幕末の幕臣、明治期の内務官僚。茨城県権令。通称・修輔、修助。

## 経歴
相模国で生まれる。漢学を東条琴台に、蘭学を緒方洪庵に学び、開国論を唱えた。神奈川奉行所定番役、新徴組支配定役、御蔵奉行、鉱山取締、佐渡奉行所組頭などを務めた。戊辰戦争が始まると、奉行が退去した後に迅雷隊を組織。会津藩士などの来島に対しその駐屯を拒否した。新政府に対して統治者の派遣を要請し、中山が佐渡県権判事の辞令を受けた。慶応4年7月3日（1868年8月20日）御雇・佐渡国取締となる。明治元年11月（1868年-1869年）越後府権大参事・奥平謙輔が佐渡に渡り、中山は金塊などを引き渡した。明治2年2月13日（1869年3月25日）佐渡取締を免ぜられた。
明治5年5月30日（1872年7月5日）新治県参事に任じられ、1873年12月27日、権令に昇進。人民の意見を聞き、印刷機による布告の印刷配布、師範学校の創設、土浦病院の設立などを進めた。1875年5月7日、新治県が廃止され、茨城県権令に転じた。師範学校の創設、県庁勧業課の設置、勧業試験場の創設などに尽力。1876年12月、地租改正に反対して那珂郡で農民騒擾が起こり、その鎮圧のため囚徒を解放して用いたが、それが越権行為として責任を問われ、1877年1月12日、免本官となり位記返上を命ぜられた。
1880年5月12日、長野県少書記官として復帰し、1881年1月18日、依願免本官となり退官した。

## 逸話
妻・幸子は薩摩藩士の嵯峨根季重の娘で、幕末に幕府と薩摩藩の関係が悪化したため、彼女を離縁しようとしたが、彼女は承知せずに餓死しようと図り、中山は離婚を取りやめた。

## 栄典
- 1874年（明治7年）2月19日 - 正六位[7]